# UEFA Champions League 2010/11
De UEFA Champions League 2010/11 was het 56e seizoen van het belangrijkste Europese voetbaltoernooi en het 19e seizoen na de invoering van de UEFA Champions League. De finale werd gespeeld in het Wembley te Londen. Het was voor de tweede keer dat de finale op een zaterdag werd gespeeld. FC Barcelona won het toernooi voor de vierde keer door in de finale Manchester United met 3-1 te verslaan.

## Opzet
Ten opzichte van de UEFA Champions League 2009/10 veranderde er niets. Aan het hoofdtoernooi namen 32 teams deel. 16 ploegen stroomden door naar de knock-outfase van de UEFA Champions League. De nummers drie van elke poule stroomden door naar de 2e ronde van de UEFA Europa League. De nummer vier was uitgeschakeld.

## Data

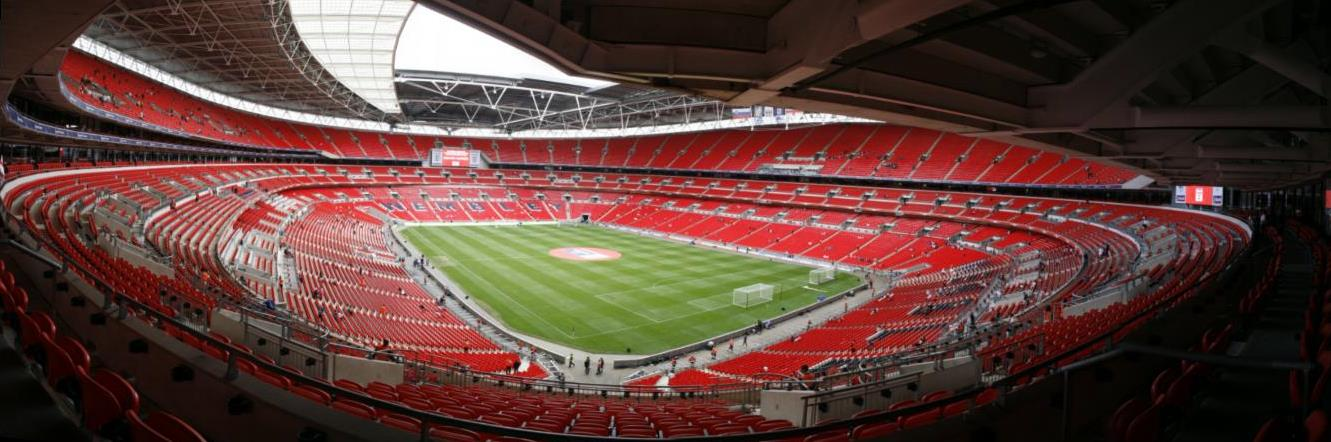
De finale werd gespeeld in Londen

Alle lotingen werden verricht in het Zwitserse Nyon, tenzij anders vermeld.
| Fase          | Ronde                | Loting                    | 1e wedstrijd                               | 2e wedstrijd                               |
| ------------- | -------------------- | ------------------------- | ------------------------------------------ | ------------------------------------------ |
| Kwalificatie  | 1e kwalificatieronde | 21 juni 2010              | 29-30 juni 2010                            | 6-7 juli 2010                              |
| Kwalificatie  | 2e kwalificatieronde | 21 juni 2010              | 13-14 juli 2010                            | 20-21 juli 2010                            |
| Kwalificatie  | 3e kwalificatieronde | 16 juli 2010              | 27-28 juli 2010                            | 3-4 augustus 2010                          |
| Play-off      | Play-offronde        | 6 augustus 2010           | 17-18 augustus 2010                        | 24-25 augustus 2010                        |
| Groepsfase    | Wedstrijddag 1       | 26 augustus 2010 (Monaco) | 14-15 september 2010                       | 14-15 september 2010                       |
| Groepsfase    | Wedstrijddag 2       | 26 augustus 2010 (Monaco) | 28-29 september 2010                       | 28-29 september 2010                       |
| Groepsfase    | Wedstrijddag 3       | 26 augustus 2010 (Monaco) | 19-20 oktober 2010                         | 19-20 oktober 2010                         |
| Groepsfase    | Wedstrijddag 4       | 26 augustus 2010 (Monaco) | 2-3 november 2010                          | 2-3 november 2010                          |
| Groepsfase    | Wedstrijddag 5       | 26 augustus 2010 (Monaco) | 23-24 november 2010                        | 23-24 november 2010                        |
| Groepsfase    | Wedstrijddag 6       | 26 augustus 2010 (Monaco) | 7-8 december 2010                          | 7-8 december 2010                          |
| Knock-outfase | 1/8 finales          | 17 december 2010          | 15-16 & 22-23 februari 2011                | 8-9 & 15-16 maart 2011                     |
| Knock-outfase | 1/4 finales          | 18 maart 2011             | 5-6 april 2011                             | 12-13 april 2011                           |
| Knock-outfase | 1/2 finales          | 18 maart 2011             | 26-27 april 2011                           | 3-4 mei 2011                               |
| Knock-outfase | Finale               | 18 maart 2011             | 28 mei 2011 in het Wembley Stadium, Londen | 28 mei 2011 in het Wembley Stadium, Londen |

## Prijzengeld
Play-offronde
- 2,1 miljoen per club
- Totaal € 42 miljoen

Groepsronde
- € 3,8 miljoen per club
- € 550.000 per gespeelde wedstrijd per club
- € 800.000 bonus bij winst
- € 400.000 bonus bij gelijkspel
- Totaal € 304 miljoen

Achtste finale
- € 3 miljoen per club
- Totaal € 48 miljoen

Kwart Finale
- € 3,3 miljoen per club
- Totaal € 26,4 miljoen

Halve finale
- € 4 miljoen
- Totaal 16 miljoen

Finale
- € 9 miljoen voor de winnaar
- € 5,2 miljoen voor de verliezer
- Totaal 14,2 miljoen

## Teams
- Deze tabel geeft aan op welk moment welke club voor het eerst in actie kwam.

| Hoofdtoernooi            | Hoofdtoernooi            | Hoofdtoernooi       | Hoofdtoernooi      |
| ------------------------ | ------------------------ | ------------------- | ------------------ |
| Chelsea FC               | InternazionaleTH         | Olympique Lyon      | CFR Cluj           |
| Manchester United FC     | AS Roma                  | Roebin Kazan        | SL Benfica         |
| Arsenal FC               | AC Milan                 | Spartak Moskou      | Bursaspor          |
| FC Barcelona             | FC Bayern München        | FC Sjachtar Donetsk | Panathinaikos FC   |
| Real Madrid CF           | FC Schalke 04            | FC Twente           | Rangers FC         |
| Valencia CF              | Olympique Marseille      |                     |                    |
| Play-offronde            |                          |                     |                    |
| Kampioenen               | Niet-kampioenen          | Niet-kampioenen     | Niet-kampioenen    |
|                          | Tottenham Hotspur FC     | UC Sampdoria        | AJ Auxerre         |
| Sevilla FC               | SV Werder Bremen         |                     |                    |
| Derde kwalificatieronde  |                          |                     |                    |
| Kampioenen               | Niet-kampioenen          | Niet-kampioenen     | Niet-kampioenen    |
| RSC Anderlecht           | FK Zenit Sint-Petersburg | SC Braga            | Celtic FC          |
| FC Basel                 | FC Dynamo Kiev           | Fenerbahçe SK       | KAA Gent           |
| FC Kopenhagen            | Ajax                     | PAOK Saloniki       | BSC Young Boys     |
|                          | Unirea Urziceni          |                     |                    |
| Tweede kwalificatieronde |                          |                     |                    |
| Litex Lovetsj            | MŠK Žilina               | FC BATE Borisov     | FC Levadia Tallinn |
| Sparta Praag             | Lech Poznań              | FK Željezničar      | Dinamo Tirana      |
| Rosenborg BK             | NK Dinamo Zagreb         | Debreceni VSC       | FC Aktobe          |
| Red Bull Salzburg        | HJK Helsinki             | FH Hafnarfjörður    | Pjoenik Jerevan    |
| FK Partizan              | FK Ekranas Panevėžys     | FC Sheriff Tiraspol | The New Saints FC  |
| Hapoel Tel Aviv FC       | Bohemians Dublin FC      | Olimpi Roestavi     | Linfield FC        |
| Omonia Nicosia           | FHK Liepājas Metalurgs   | FK Renova Čepčište  | HB Tórshavn        |
| AIK Fotboll              | FC Koper                 | FK Inter Bakoe      | Jeunesse Esch      |
| Eerste kwalificatieronde |                          |                     |                    |
| FK Rudar Plevlja         | FC Santa Coloma          | Birkirkara FC       | SP Tre Fiori       |

TH Titelhouder

## Kwalificatieronde

### 1e voorronde
Aan deze voorronde deden enkel landskampioenen mee. De winnaars plaatsten zich voor de tweede voorronde.
De heenduels werden gespeeld op 29 en 30 juni, de returns op 6 en 7 juli 2010.
| Team 1          | Tot.  | Team 2     | 1e wedstr. | 2e wedstr. |
| --------------- | ----- | ---------- | ---------- | ---------- |
| Tre Fiori       | 1 - 7 | Rudar      | 0 - 3      | 1 - 4      |
| FC Santa Coloma | 3 - 7 | Birkirkara | 0 - 31     | 3 - 4      |

1 Uitgesteld vanwege de slechte conditie van het veld. Santa Coloma vroeg om een dag uitstel, maar de UEFA kende een 0-3-overwinning toe aan Birkirkara.

### 2e voorronde
Aan deze voorronde deden enkel landskampioenen mee. De winnaars plaatsten zich voor de derde voorronde voor kampioenen.
De heenduels werden gespeeld op 13 en 14 juli, de returns op 20 en 21 juli 2010.
| Team 1                 | Tot.             | Team 2             | 1e wedstr. | 2e wedstr.   |
| ---------------------- | ---------------- | ------------------ | ---------- | ------------ |
| FHK Liepājas Metalurgs | 0 - 5            | Sparta Praag       | 0 - 3      | 0 - 2        |
| FC Aktobe              | 3 - 1            | Olimpi Roestavi    | 2 - 0      | 1 - 1        |
| FC Levadia Tallinn     | 3 - 4            | Debreceni VSC      | 1 - 1      | 2 - 3        |
| FK Partizan            | 4 - 1            | Pjoenik Jerevan    | 3 - 1      | 1 - 0        |
| FK Inter Bakoe         | 1 - 1 (8 - 9 p.) | Lech Poznań        | 0 - 1      | 1 - 0 (n.v.) |
| NK Dinamo Zagreb       | 5 - 4            | FC Koper           | 5 - 1      | 0 - 3        |
| Litex Lovetsj          | 5 - 0            | FK Rudar Plevlja   | 1 - 0      | 4 - 0        |
| Birkirkara FC          | 1 - 3            | MŠK Žilina         | 1 - 0      | 0 - 3        |
| FC Sheriff Tiraspol    | 3 - 2            | Dinamo Tirana      | 3 - 1      | 0 - 1        |
| Hapoel Tel Aviv FC     | 6 - 0            | FK Željezničar     | 5 - 0      | 1 - 0        |
| Omonia Nicosia         | 5 - 0            | FK Renova Čepčište | 3 - 0      | 2 - 0        |
| Red Bull Salzburg      | 5 - 1            | HB Tórshavn        | 5 - 0      | 0 - 1        |
| Bohemians Dublin FC    | 1 - 4            | The New Saints FC  | 1 - 0      | 0 - 4        |
| FK BATE Borisov        | 6 - 1            | FH Hafnarfjörður   | 5 - 1      | 1 - 0        |
| AIK Fotboll            | 1 - 0            | Jeunesse Esch      | 1 - 0      | 0 - 0        |
| Linfield FC            | 0 - 2            | Rosenborg BK       | 0 - 0      | 0 - 2        |
| FK Ekranas Panevėžys   | 1 - 2            | HJK Helsinki       | 1 - 0      | 0 - 2 (n.v.) |

### 3e voorronde

#### Kampioenen
Aan deze voorronde deden enkel landskampioenen mee. De winnaars plaatsten zich voor de play-offronde, de verliezers gingen door naar de play-offronde van de Europa League.
De heenduels werden gespeeld op 27 en 28 juli, de returns op 3 en 4 augustus 2010.
| Team 1              | Tot.             | Team 2             | 1e wedstr. | 2e wedstr. |
| ------------------- | ---------------- | ------------------ | ---------- | ---------- |
| Sparta Praag        | 2 - 0            | Lech Poznań        | 1 - 0      | 1 - 0      |
| FC Aktobe           | 2 - 3            | Hapoel Tel Aviv FC | 1 - 0      | 1 - 3      |
| FC Sheriff Tiraspol | 2 - 2 (6 - 5 p.) | NK Dinamo Zagreb   | 1 - 1      | 1 - 1      |
| Litex Lovetsj       | 2 - 4            | MŠK Žilina         | 1 - 1      | 1 - 3      |
| Debreceni VSC       | 1 - 5            | FC Basel           | 0 - 2      | 1 - 3      |
| AIK Fotboll         | 0 - 4            | Rosenborg BK       | 0 - 1      | 0 - 3      |
| FK Partizan         | 5 - 1            | HJK Helsinki       | 3 - 0      | 2 - 1      |
| FC BATE Borisov     | 2 - 3            | FC Kopenhagen      | 0 - 0      | 2 - 3      |
| The New Saints FC   | 1 - 6            | RSC Anderlecht     | 1 - 3      | 0 - 3      |
| Omonia Nicosia      | 2 - 5            | Red Bull Salzburg  | 1 - 1      | 1 - 4      |

#### Niet-kampioenen
Aan deze voorronde deden enkel clubs mee die geen landskampioenen zijn. De winnaars plaatsten zich voor de play-offronde, de verliezers gingen door naar de play-offronde van de Europa League.
De heenduels worden gespeeld op 27 en 28 juli, de returns op 3 en 4 augustus 2010.
| Team 1          | Tot.      | Team 2                   | 1e wedstr. | 2e wedstr. |
| --------------- | --------- | ------------------------ | ---------- | ---------- |
| Ajax            | (u) 4 - 4 | PAOK Saloniki            | 1 - 1      | 3 - 3      |
| FC Dynamo Kiev  | 6 - 1     | KAA Gent                 | 3 - 0      | 3 - 1      |
| BSC Young Boys  | 3 - 2     | Fenerbahçe SK            | 2 - 2      | 1 - 0      |
| SC Braga        | 4 - 2     | Celtic FC                | 3 - 0      | 1 - 2      |
| Unirea Urziceni | 0 - 1     | FK Zenit Sint-Petersburg | 0 - 0      | 0 - 1      |

## Play-offronde

### Kampioenen
Aan deze voorronde deden enkel landskampioenen mee. De winnaars plaatsen zich voor het hoofdtoernooi, de verliezers gaan door naar de Europa League.
De heenduels worden gespeeld op 17 en 18 augustus, de returns op 24 en 25 augustus 2010.
| Team 1            | Tot.             | Team 2              | 1e wedstr. | 2e wedstr.   |
| ----------------- | ---------------- | ------------------- | ---------- | ------------ |
| Red Bull Salzburg | 3 - 4            | Hapoel Tel Aviv FC  | 2 - 3      | 1 - 1        |
| Rosenborg BK      | 2 - 2 (u)        | FC Kopenhagen       | 2 - 1      | 0 - 1        |
| FC Basel          | 4 - 0            | FC Sheriff Tiraspol | 1 - 0      | 3 - 0        |
| Sparta Praag      | 0 - 3            | MŠK Žilina          | 0 - 2      | 0 - 1        |
| FK Partizan       | 4 - 4 (3 - 2 p.) | RSC Anderlecht      | 2 - 2      | 2 - 2 (n.v.) |

### Niet-kampioenen
Aan deze voorronde deden enkel clubs mee die geen landskampioenen zijn. De winnaars plaatsen zich voor het hoofdtoernooi, de verliezers gaan door naar de Europa League.
De heenduels worden gespeeld op 17 en 18 augustus, de returns op 24 en 25 augustus 2010.
| Team 1                   | Tot.  | Team 2               | 1e wedstr. | 2e wedstr.   |
| ------------------------ | ----- | -------------------- | ---------- | ------------ |
| BSC Young Boys           | 3 - 6 | Tottenham Hotspur FC | 3 - 2      | 0 - 4        |
| SC Braga                 | 5 - 3 | Sevilla FC           | 1 - 0      | 4 - 3        |
| SV Werder Bremen         | 5 - 4 | UC Sampdoria         | 3 - 1      | 2 - 3 (n.v.) |
| FK Zenit Sint-Petersburg | 1 - 2 | AJ Auxerre           | 1 - 0      | 0 - 2        |
| FC Dynamo Kiev           | 2 - 3 | Ajax                 | 1 - 1      | 1 - 2        |

## Hoofdtoernooi

### Potindeling groepsfase
De potindeling is berekend op de clubcoëfficiënten met het Spaanse Barcelona (136.951) als hoogste en het Turkse Bursaspor (6.890) als laagste.
De twee Nederlandse clubs hebben respectievelijk 55.309 (Ajax) en 25.309 (FC Twente) punten.
| Pot 1             | Pot 2               | Pot 3             | Pot 4           |
| ----------------- | ------------------- | ----------------- | --------------- |
| Barcelona         | Werder Bremen       | Tottenham Hotspur | Hapoel Tel Aviv |
| Manchester United | Real Madrid         | Glasgow Rangers   | FC Twente       |
| Chelsea           | AS Roma             | Ajax              | Roebin Kazan    |
| Arsenal           | Sjachtar Donetsk    | Schalke 04        | AJ Auxerre      |
| Bayern München    | Benfica             | FC Basel          | CFR Cluj        |
| Internazionale    | Valencia            | Braga             | FK Partizan     |
| AC Milan          | Olympique Marseille | FC Kopenhagen     | MŠK Žilina      |
| Olympique Lyon    | Panathinaikos       | Spartak Moskou    | Bursaspor       |

### Groepsfase
| Legenda kleuren in de tabellen                                |
| ------------------------------------------------------------- |
| Groepswinnaars en nummers twee gaan door naar de 1/8 finales. |
| Nummers 3 gaan door naar de Europa League in de tweede ronde. |
| Uitgeschakeld                                                 |

#### Poule A
| Datum        | Tijd  | Team              | Score | Team              |
| ------------ | ----- | ----------------- | ----- | ----------------- |
| 14 sep. 2010 | 20:45 | Werder Bremen     | 2 - 2 | Tottenham Hotspur |
| 14 sep. 2010 | 20:45 | FC Twente         | 2 - 2 | Internazionale    |
| 29 sep. 2010 | 20:45 | Tottenham Hotspur | 4 - 1 | FC Twente         |
| 29 sep. 2010 | 20:45 | Internazionale    | 4 - 0 | Werder Bremen     |
| 20 okt. 2010 | 20:45 | Internazionale    | 4 - 3 | Tottenham Hotspur |
| 20 okt. 2010 | 20:45 | FC Twente         | 1 - 1 | Werder Bremen     |
| 2 nov. 2010  | 20:45 | Tottenham Hotspur | 3 - 1 | Internazionale    |
| 2 nov. 2010  | 20:45 | Werder Bremen     | 0 - 2 | FC Twente         |
| 24 nov. 2010 | 20:45 | Tottenham Hotspur | 3 - 0 | Werder Bremen     |
| 24 nov. 2010 | 20:45 | Internazionale    | 1 - 0 | FC Twente         |
| 7 dec. 2010  | 20:45 | FC Twente         | 3 - 3 | Tottenham Hotspur |
| 7 dec. 2010  | 20:45 | Werder Bremen     | 3 - 0 | Internazionale    |

| Nr. | Club              | Wedstrijden | Wedstrijden | Wedstrijden | Wedstrijden | Doelpunten | Doelpunten | Doelpunten | Punten |
| --- | ----------------- | ----------- | ----------- | ----------- | ----------- | ---------- | ---------- | ---------- | ------ |
| Nr. | Club              | G           | W           | G           | V           | V          | T          | Saldo      | Punten |
| 1   | Tottenham Hotspur | 6           | 3           | 2           | 1           | 18         | 11         | +7         | 11     |
| 2   | Internazionale    | 6           | 3           | 1           | 2           | 12         | 11         | +1         | 10     |
| 3   | FC Twente         | 6           | 1           | 3           | 2           | 9          | 11         | −2         | 6      |
| 4   | SV Werder Bremen  | 6           | 1           | 2           | 3           | 6          | 12         | −6         | 5      |

| Topscorer Poule A             |
| ----------------------------- |
| Samuel Eto'o (Inter), 7 goals |

#### Poule B
| Datum        | Tijd  | Team            | Score | Team            |
| ------------ | ----- | --------------- | ----- | --------------- |
| 14 sep. 2010 | 20:45 | Lyon            | 1 - 0 | Schalke 04      |
| 14 sep. 2010 | 20:45 | Benfica         | 2 - 0 | Hapoel Tel Aviv |
| 29 sep. 2010 | 20:45 | Hapoel Tel Aviv | 1 - 3 | Lyon            |
| 29 sep. 2010 | 20:45 | Schalke 04      | 2 - 0 | Benfica         |
| 20 okt. 2010 | 20:45 | Schalke 04      | 3 - 1 | Hapoel Tel Aviv |
| 20 okt. 2010 | 20:45 | Lyon            | 2 - 0 | Benfica         |
| 2 nov. 2010  | 20:45 | Hapoel Tel Aviv | 0 - 0 | Schalke 04      |
| 2 nov. 2010  | 20:45 | Benfica         | 4 - 3 | Lyon            |
| 24 nov. 2010 | 20:45 | Schalke 04      | 3 - 0 | Lyon            |
| 24 nov. 2010 | 20:45 | Hapoel Tel Aviv | 3 - 0 | Benfica         |
| 7 dec. 2010  | 20:45 | Lyon            | 2 - 2 | Hapoel Tel Aviv |
| 7 dec. 2010  | 20:45 | Benfica         | 1 - 2 | Schalke 04      |

| Nr. | Club               | Wedstrijden | Wedstrijden | Wedstrijden | Wedstrijden | Doelpunten | Doelpunten | Doelpunten | Punten |
| --- | ------------------ | ----------- | ----------- | ----------- | ----------- | ---------- | ---------- | ---------- | ------ |
| Nr. | Club               | G           | W           | G           | V           | V          | T          | Saldo      | Punten |
| 1   | FC Schalke 04      | 6           | 4           | 1           | 1           | 10         | 3          | +7         | 13     |
| 2   | Olympique Lyon     | 6           | 3           | 1           | 2           | 11         | 10         | +1         | 10     |
| 3   | SL Benfica         | 6           | 2           | 0           | 4           | 7          | 12         | −5         | 6      |
| 4   | Hapoel Tel Aviv FC | 6           | 1           | 2           | 3           | 7          | 10         | −3         | 5      |

| Topscorer Poule B                      |
| -------------------------------------- |
| Klaas-Jan Huntelaar (Schalke), 3 goals |

#### Poule C
| Datum        | Tijd  | Team              | Score | Team              |
| ------------ | ----- | ----------------- | ----- | ----------------- |
| 14 sep. 2010 | 20:45 | Manchester United | 0 - 0 | Rangers           |
| 14 sep. 2010 | 20:45 | Bursaspor         | 0 - 4 | Valencia          |
| 29 sep. 2010 | 20:45 | Valencia          | 0 - 1 | Manchester United |
| 29 sep. 2010 | 20:45 | Rangers           | 1 - 0 | Bursaspor         |
| 20 okt. 2010 | 20:45 | Rangers           | 1 - 1 | Valencia          |
| 20 okt. 2010 | 20:45 | Manchester United | 1 - 0 | Bursaspor         |
| 2 nov. 2010  | 20:45 | Valencia          | 3 - 0 | Rangers           |
| 2 nov. 2010  | 20:45 | Bursaspor         | 0 - 3 | Manchester United |
| 24 nov. 2010 | 20:45 | Rangers           | 0 - 1 | Manchester United |
| 24 nov. 2010 | 20:45 | Valencia          | 6 - 1 | Bursaspor         |
| 7 dec. 2010  | 20:45 | Manchester United | 1 - 1 | Valencia          |
| 7 dec. 2010  | 20:45 | Bursaspor         | 1 - 1 | Rangers           |

| Nr. | Club              | Wedstrijden | Wedstrijden | Wedstrijden | Wedstrijden | Doelpunten | Doelpunten | Doelpunten | Punten |
| --- | ----------------- | ----------- | ----------- | ----------- | ----------- | ---------- | ---------- | ---------- | ------ |
| Nr. | Club              | G           | W           | G           | V           | V          | T          | Saldo      | Punten |
| 1   | Manchester United | 6           | 4           | 2           | 0           | 7          | 1          | +6         | 14     |
| 2   | Valencia CF       | 6           | 3           | 2           | 1           | 15         | 4          | +11        | 11     |
| 3   | Rangers FC        | 6           | 1           | 3           | 2           | 3          | 6          | −3         | 6      |
| 4   | Bursaspor         | 6           | 0           | 1           | 5           | 2          | 16         | −14        | 1      |

| Topscorer Poule C                   |
| ----------------------------------- |
| Roberto Soldado (Valencia), 5 goals |

#### Poule D
| Datum        | Tijd  | Team          | Score | Team          |
| ------------ | ----- | ------------- | ----- | ------------- |
| 14 sep. 2010 | 20:45 | Barcelona     | 5 - 1 | Panathinaikos |
| 14 sep. 2010 | 20:45 | Kopenhagen    | 1 - 0 | Roebin Kazan  |
| 29 sep. 2010 | 20:45 | Roebin Kazan  | 1 - 1 | Barcelona     |
| 29 sep. 2010 | 20:45 | Panathinaikos | 0 - 2 | Kopenhagen    |
| 20 okt. 2010 | 20:45 | Panathinaikos | 0 - 0 | Roebin Kazan  |
| 20 okt. 2010 | 20:45 | Barcelona     | 2 - 0 | Kopenhagen    |
| 2 nov. 2010  | 20:45 | Roebin Kazan  | 0 - 0 | Panathinaikos |
| 2 nov. 2010  | 20:45 | Kopenhagen    | 1 - 1 | Barcelona     |
| 24 nov. 2010 | 20:45 | Panathinaikos | 0 - 3 | Barcelona     |
| 24 nov. 2010 | 20:45 | Roebin Kazan  | 1 - 0 | Kopenhagen    |
| 7 dec. 2010  | 20:45 | Barcelona     | 2 - 0 | Roebin Kazan  |
| 7 dec. 2010  | 20:45 | Kopenhagen    | 3 - 1 | Panathinaikos |

| Nr. | Club             | Wedstrijden | Wedstrijden | Wedstrijden | Wedstrijden | Doelpunten | Doelpunten | Doelpunten | Punten |
| --- | ---------------- | ----------- | ----------- | ----------- | ----------- | ---------- | ---------- | ---------- | ------ |
| Nr. | Club             | G           | W           | G           | V           | V          | T          | Saldo      | Punten |
| 1   | FC Barcelona     | 6           | 4           | 2           | 0           | 14         | 3          | +11        | 14     |
| 2   | FC Kopenhagen    | 6           | 3           | 1           | 2           | 7          | 5          | +2         | 10     |
| 3   | Roebin Kazan     | 6           | 1           | 3           | 2           | 2          | 4          | −2         | 6      |
| 4   | Panathinaikos FC | 6           | 0           | 2           | 4           | 2          | 13         | −11        | 2      |

| Topscorer(s) Poule D              |
| --------------------------------- |
| Lionel Messi (Barcelona), 6 goals |

#### Poule E
| Datum        | Tijd  | Team           | Score | Team           |
| ------------ | ----- | -------------- | ----- | -------------- |
| 15 sep. 2010 | 20:45 | Bayern München | 2 - 0 | Roma           |
| 15 sep. 2010 | 20:45 | CFR Cluj       | 2 - 1 | Basel          |
| 28 sep. 2010 | 20:45 | Roma           | 2 - 1 | CFR Cluj       |
| 28 sep. 2010 | 20:45 | Basel          | 1 - 2 | Bayern München |
| 19 okt. 2010 | 20:45 | Roma           | 1 - 3 | Basel          |
| 19 okt. 2010 | 20:45 | Bayern München | 3 - 2 | CFR Cluj       |
| 3 nov. 2010  | 20:45 | Basel          | 2 - 3 | Roma           |
| 3 nov. 2010  | 20:45 | CFR Cluj       | 0 - 4 | Bayern München |
| 23 nov. 2010 | 20:45 | Roma           | 3 - 2 | Bayern München |
| 23 nov. 2010 | 20:45 | Basel          | 1 - 0 | CFR Cluj       |
| 8 dec. 2010  | 20:45 | CFR Cluj       | 1 - 1 | Roma           |
| 8 dec. 2010  | 20:45 | Bayern München | 3 - 0 | Basel          |

| Nr. | Club              | Wedstrijden | Wedstrijden | Wedstrijden | Wedstrijden | Doelpunten | Doelpunten | Doelpunten | Punten |
| --- | ----------------- | ----------- | ----------- | ----------- | ----------- | ---------- | ---------- | ---------- | ------ |
| Nr. | Club              | G           | W           | G           | V           | V          | T          | Saldo      | Punten |
| 1   | FC Bayern München | 6           | 5           | 0           | 1           | 16         | 6          | +10        | 15     |
| 2   | AS Roma           | 6           | 3           | 1           | 2           | 10         | 11         | −1         | 10     |
| 3   | FC Basel          | 6           | 2           | 0           | 4           | 8          | 11         | −3         | 6      |
| 4   | CFR Cluj          | 6           | 1           | 1           | 4           | 6          | 12         | −6         | 4      |

| Topscorer Poule E             |
| ----------------------------- |
| Mario Gómez (Bayern), 6 goals |

#### Poule F
| Datum        | Tijd  | Team           | Score | Team           |
| ------------ | ----- | -------------- | ----- | -------------- |
| 15 sep. 2010 | 20:45 | Marseille      | 0 - 1 | Spartak Moskou |
| 15 sep. 2010 | 20:45 | Žilina         | 1 - 4 | Chelsea        |
| 28 sep. 2010 | 20:45 | Spartak Moskou | 3 - 0 | Žilina         |
| 28 sep. 2010 | 20:45 | Chelsea        | 2 - 0 | Marseille      |
| 19 okt. 2010 | 20:45 | Spartak Moskou | 0 - 2 | Chelsea        |
| 19 okt. 2010 | 20:45 | Marseille      | 1 - 0 | Žilina         |
| 3 nov. 2010  | 20:45 | Chelsea        | 4 - 1 | Spartak Moskou |
| 3 nov. 2010  | 20:45 | Žilina         | 0 - 7 | Marseille      |
| 23 nov. 2010 | 20:45 | Spartak Moskou | 0 - 3 | Marseille      |
| 23 nov. 2010 | 20:45 | Chelsea        | 2 - 1 | Žilina         |
| 8 dec. 2010  | 20:45 | Žilina         | 1 - 2 | Spartak Moskou |
| 8 dec. 2010  | 20:45 | Marseille      | 1 - 0 | Chelsea        |

| Nr. | Club                | Wedstrijden | Wedstrijden | Wedstrijden | Wedstrijden | Doelpunten | Doelpunten | Doelpunten | Punten |
| --- | ------------------- | ----------- | ----------- | ----------- | ----------- | ---------- | ---------- | ---------- | ------ |
| Nr. | Club                | G           | W           | G           | V           | V          | T          | Saldo      | Punten |
| 1   | Chelsea FC          | 6           | 5           | 0           | 1           | 14         | 4          | +10        | 15     |
| 2   | Olympique Marseille | 6           | 4           | 0           | 2           | 12         | 3          | +9         | 12     |
| 3   | Spartak Moskou      | 6           | 3           | 0           | 3           | 7          | 10         | −3         | 9      |
| 4   | MŠK Žilina          | 6           | 0           | 0           | 6           | 3          | 19         | −16        | 0      |

| Topscorer Poule F                 |
| --------------------------------- |
| Nicolas Anelka (Chelsea), 5 goals |

#### Poule G
| Datum        | Tijd  | Team        | Score | Team        |
| ------------ | ----- | ----------- | ----- | ----------- |
| 15 sep. 2010 | 20:45 | Real Madrid | 2 - 0 | Ajax        |
| 15 sep. 2010 | 20:45 | AC Milan    | 2 - 0 | AJ Auxerre  |
| 28 sep. 2010 | 20:45 | Ajax        | 1 - 1 | AC Milan    |
| 28 sep. 2010 | 20:45 | AJ Auxerre  | 0 - 1 | Real Madrid |
| 19 okt. 2010 | 20:45 | Ajax        | 2 - 1 | AJ Auxerre  |
| 19 okt. 2010 | 20:45 | Real Madrid | 2 - 0 | AC Milan    |
| 3 nov. 2010  | 20:45 | AJ Auxerre  | 2 - 1 | Ajax        |
| 3 nov. 2010  | 20:45 | AC Milan    | 2 - 2 | Real Madrid |
| 23 nov. 2010 | 20:45 | Ajax        | 0 - 4 | Real Madrid |
| 23 nov. 2010 | 20:45 | AJ Auxerre  | 0 - 2 | AC Milan    |
| 8 dec. 2010  | 20:45 | AC Milan    | 0 - 2 | Ajax        |
| 8 dec. 2010  | 20:45 | Real Madrid | 4 - 0 | AJ Auxerre  |

| Nr. | Club           | Wedstrijden | Wedstrijden | Wedstrijden | Wedstrijden | Doelpunten | Doelpunten | Doelpunten | Punten |
| --- | -------------- | ----------- | ----------- | ----------- | ----------- | ---------- | ---------- | ---------- | ------ |
| Nr. | Club           | G           | W           | G           | V           | V          | T          | Saldo      | Punten |
| 1   | Real Madrid CF | 6           | 5           | 1           | 0           | 15         | 2          | +13        | 16     |
| 2   | AC Milan       | 6           | 2           | 2           | 2           | 7          | 7          | 0          | 8      |
| 3   | Ajax           | 6           | 2           | 1           | 3           | 6          | 10         | −4         | 7      |
| 4   | AJ Auxerre     | 6           | 1           | 0           | 5           | 3          | 12         | −9         | 3      |

| Topscorer Poule G  |
| ------------------ |
| 3 spelers, 4 goals |

#### Poule H
| Datum        | Tijd  | Team             | Score | Team             |
| ------------ | ----- | ---------------- | ----- | ---------------- |
| 15 sep. 2010 | 20:45 | Arsenal          | 6 - 0 | Braga            |
| 15 sep. 2010 | 20:45 | Sjachtar Donetsk | 1 - 0 | Partizan         |
| 28 sep. 2010 | 20:45 | Braga            | 0 - 3 | Sjachtar Donetsk |
| 28 sep. 2010 | 20:45 | Partizan         | 1 - 3 | Arsenal          |
| 19 okt. 2010 | 20:45 | Braga            | 2 - 0 | Partizan         |
| 19 okt. 2010 | 20:45 | Arsenal          | 5 - 1 | Sjachtar Donetsk |
| 3 nov. 2010  | 20:45 | Partizan         | 0 - 1 | Braga            |
| 3 nov. 2010  | 20:45 | Sjachtar Donetsk | 2 - 1 | Arsenal          |
| 23 nov. 2010 | 20:45 | Braga            | 2 - 0 | Arsenal          |
| 23 nov. 2010 | 20:45 | Partizan         | 0 - 3 | Sjachtar Donetsk |
| 8 dec. 2010  | 20:45 | Sjachtar Donetsk | 2 - 0 | Braga            |
| 8 dec. 2010  | 20:45 | Arsenal          | 3 - 1 | Partizan         |

| Nr. | Club                | Wedstrijden | Wedstrijden | Wedstrijden | Wedstrijden | Doelpunten | Doelpunten | Doelpunten | Punten |
| --- | ------------------- | ----------- | ----------- | ----------- | ----------- | ---------- | ---------- | ---------- | ------ |
| Nr. | Club                | G           | W           | G           | V           | V          | T          | Saldo      | Punten |
| 1   | FC Sjachtar Donetsk | 6           | 5           | 0           | 1           | 12         | 6          | +6         | 15     |
| 2   | Arsenal FC          | 6           | 4           | 0           | 2           | 18         | 7          | +11        | 12     |
| 3   | SC Braga            | 6           | 3           | 0           | 3           | 5          | 11         | −6         | 9      |
| 4   | FK Partizan         | 6           | 0           | 0           | 6           | 2          | 13         | −11        | 0      |

| Topscorer(s) Poule H |
| -------------------- |
| 4 spelers, 3 goals   |

### Achtste finales
De heenduels van de achtste finales werden gespeeld op 15, 16, 22 en 23 februari 2011. De returns zijn op 8, 9, 15 en 16 maart 2011 afgewerkt.
| Team 1              | Tot.     | Team 2               | 1e wedstr. | 2e wedstr. |
| ------------------- | -------- | -------------------- | ---------- | ---------- |
| AS Roma             | 2 - 6    | Sjachtar Donetsk     | 2 - 3      | 0 - 3      |
| Arsenal             | 3 - 4    | FC Barcelona         | 2 - 1      | 1 - 3      |
| AC Milan            | 0 - 1    | Tottenham Hotspur FC | 0 - 1      | 0 - 0      |
| Valencia CF         | 2 - 4    | FC Schalke 04        | 1 - 1      | 1 - 3      |
| Olympique Marseille | 1 - 2    | Manchester United    | 0 - 0      | 1 - 2      |
| Internazionale      | (u)3 - 3 | FC Bayern München    | 0 - 1      | 3 - 2      |
| Olympique Lyonnais  | 1 - 4    | Real Madrid CF       | 1 - 1      | 0 - 3      |
| FC Kopenhagen       | 0 - 2    | Chelsea              | 0 - 2      | 0 - 0      |

### Kwartfinales
De heenduels werden gespeeld op 5 en 6 april, de returns werden op 12 en 13 april afgewerkt. Titelhouder Internazionale werd uitgeschakeld door het Duitse Schalke 04.
| Team 1         | Tot.  | Team 2            | 1e wedstr. | 2e wedstr. |
| -------------- | ----- | ----------------- | ---------- | ---------- |
| Real Madrid    | 5 - 0 | Tottenham Hotspur | 4 - 0      | 1 - 0      |
| Chelsea        | 1 - 3 | Manchester United | 0 - 1      | 1 - 2      |
| FC Barcelona   | 6 - 1 | Sjachtar Donetsk  | 5 - 1      | 1 - 0      |
| Internazionale | 3 - 7 | FC Schalke 04     | 2 - 5      | 1 - 2      |

### Halve finales
De heenduels worden gespeeld op 26 en 27 april, de returns worden op 3 en 4 mei afgewerkt.
| Team 1        | Tot.  | Team 2            | 1e wedstr. | 2e wedstr. |
| ------------- | ----- | ----------------- | ---------- | ---------- |
| FC Schalke 04 | 1 - 6 | Manchester United | 0 - 2      | 1 - 4      |
| Real Madrid   | 1 - 3 | FC Barcelona      | 0 - 2      | 1 - 1      |

### Finale
|                   |                               |       |                   |                                                                    |
| 28 mei 2011 20:45 | FC Barcelona                  | 3 - 1 | Manchester United | Wembley, Londen Toeschouwers: 87.695 Scheidsrechter: Viktor Kassai |
| 28 mei 2011 20:45 | Pedro 27' Messi 54' Villa 69' |       | 34' Rooney        | Wembley, Londen Toeschouwers: 87.695 Scheidsrechter: Viktor Kassai |

## Kampioen
| UEFA Champions League 2010/2011 |
| ------------------------------- |
| FC Barcelona 4de titel          |

## Statistieken

### Belgen actief in deze campagne (vanaf groepsfases)
- Thomas Vermaelen (Arsenal FC)
- Ritchie De Laet (Manchester United FC)
- Toby Alderweireld, Jan Vertonghen (AFC Ajax)
- Daniel Van Buyten (FC Bayern München)
- Bart Buysse, Nacer Chadli, Michel Preud'homme (trainer), Jos Daerden (assistent-trainer) (FC Twente)

### Nederlanders actief in deze campagne (vanaf groepsfases)
- Jeffrey Bruma, Patrick van Aanholt (Chelsea FC)
- Rafael van der Vaart (Tottenham Hotspur)
- Edwin van der Sar (Manchester United)
- Wesley Sneijder (Internazionale)
- Clarence Seedorf (AC Milan)
- Mark van Bommel, Edson Braafheid, Arjen Robben en Louis van Gaal (trainer) (FC Bayern München)
- Klaas-Jan Huntelaar (FC Schalke 04)
- Nicky Kuiper, Sander Boschker, Peter Wisgerhof, Dwight Tiendalli, Wout Brama, Theo Janssen, Denny Landzaat, Luuk de Jong, Mitch Stockentree (FC Twente)
- Maarten Stekelenburg, Gregory van der Wiel, Vurnon Anita, Siem de Jong, Urby Emanuelson, André Ooijer, Demy de Zeeuw, Frank de Boer (trainer) en Danny Blind (assistent-trainer) (AFC Ajax)
- Dominique Kivuvu (CFR Cluj)
- Hedwiges Maduro (Valencia CF)
- Ibrahim Afellay (FC Barcelona)
- Robin van Persie (Arsenal)

### Aantal deelnemers per land per ronde
| Land                  | 1e voorronde | 2e voorronde | 3e voorronde | Play-offronde | Hoofdtoernooi | 1/8 finale | 1/4 finale | 1/2 finale | Finale | Winnaar |
| Spanje                | 4            | 4            | 4            | 4             | 3             | 3          | 2          | 2          | 1      | 1       |
| Engeland              | 4            | 4            | 4            | 4             | 4             | 4          | 3          | 1          | 1      |         |
| Duitsland             | 3            | 3            | 3            | 3             | 3             | 2          | 1          | 1          |        |         |
| Italië                | 4            | 4            | 4            | 4             | 3             | 3          | 1          |            |        |         |
| Oekraïne              | 2            | 2            | 2            | 2             | 1             | 1          | 1          |            |        |         |
| Frankrijk             | 3            | 3            | 3            | 3             | 3             | 2          |            |            |        |         |
| Denemarken            | 1            | 1            | 1            | 1             | 1             | 1          |            |            |        |         |
| Rusland               | 3            | 3            | 3            | 3             | 2             |            |            |            |        |         |
| Nederland             | 2            | 2            | 2            | 2             | 2             |            |            |            |        |         |
| Portugal              | 2            | 2            | 2            | 2             | 2             |            |            |            |        |         |
| Zwitserland           | 2            | 2            | 2            | 2             | 1             |            |            |            |        |         |
| Griekenland           | 2            | 2            | 2            | 1             | 1             |            |            |            |        |         |
| Roemenië              | 2            | 2            | 2            | 1             | 1             |            |            |            |        |         |
| Schotland             | 2            | 2            | 2            | 1             | 1             |            |            |            |        |         |
| Turkije               | 2            | 2            | 2            | 1             | 1             |            |            |            |        |         |
| Israël                | 1            | 1            | 1            | 1             | 1             |            |            |            |        |         |
| Servië                | 1            | 1            | 1            | 1             | 1             |            |            |            |        |         |
| Slowakije             | 1            | 1            | 1            | 1             | 1             |            |            |            |        |         |
| België                | 2            | 2            | 2            | 1             |               |            |            |            |        |         |
| Moldavië              | 1            | 1            | 1            | 1             |               |            |            |            |        |         |
| Noorwegen             | 1            | 1            | 1            | 1             |               |            |            |            |        |         |
| Oostenrijk            | 1            | 1            | 1            | 1             |               |            |            |            |        |         |
| Tsjechië              | 1            | 1            | 1            | 1             |               |            |            |            |        |         |
| Bulgarije             | 1            | 1            | 1            |               |               |            |            |            |        |         |
| Cyprus                | 1            | 1            | 1            |               |               |            |            |            |        |         |
| Finland               | 1            | 1            | 1            |               |               |            |            |            |        |         |
| Hongarije             | 1            | 1            | 1            |               |               |            |            |            |        |         |
| Kazachstan            | 1            | 1            | 1            |               |               |            |            |            |        |         |
| Kroatië               | 1            | 1            | 1            |               |               |            |            |            |        |         |
| Polen                 | 1            | 1            | 1            |               |               |            |            |            |        |         |
| Wales                 | 1            | 1            | 1            |               |               |            |            |            |        |         |
| Wit-Rusland           | 1            | 1            | 1            |               |               |            |            |            |        |         |
| Zweden                | 1            | 1            | 1            |               |               |            |            |            |        |         |
| Albanië               | 1            | 1            |              |               |               |            |            |            |        |         |
| Armenië               | 1            | 1            |              |               |               |            |            |            |        |         |
| Azerbeidzjan          | 1            | 1            |              |               |               |            |            |            |        |         |
| Bosnië en Herzegovina | 1            | 1            |              |               |               |            |            |            |        |         |
| Estland               | 1            | 1            |              |               |               |            |            |            |        |         |
| Faeröer               | 1            | 1            |              |               |               |            |            |            |        |         |
| Georgië               | 1            | 1            |              |               |               |            |            |            |        |         |
| Ierland               | 1            | 1            |              |               |               |            |            |            |        |         |
| Letland               | 1            | 1            |              |               |               |            |            |            |        |         |
| Litouwen              | 1            | 1            |              |               |               |            |            |            |        |         |
| IJsland               | 1            | 1            |              |               |               |            |            |            |        |         |
| Luxemburg             | 1            | 1            |              |               |               |            |            |            |        |         |
| Macedonië             | 1            | 1            |              |               |               |            |            |            |        |         |
| Malta                 | 1            | 1            |              |               |               |            |            |            |        |         |
| Montenegro            | 1            | 1            |              |               |               |            |            |            |        |         |
| Noord-Ierland         | 1            | 1            |              |               |               |            |            |            |        |         |
| Slovenië              | 1            | 1            |              |               |               |            |            |            |        |         |
| Andorra               | 1            |              |              |               |               |            |            |            |        |         |
| San Marino            | 1            |              |              |               |               |            |            |            |        |         |

Nationale competities:
Albanië · Armenië · België · Bosnië en Herzegovina · Bulgarije · Cyprus · Denemarken · Duitsland · Engeland · Estland · Finland · Frankrijk · Griekenland · Hongarije · IJsland · Ierland · Israël · Italië · Kazachstan · Kroatië · Letland · Luxemburg · Montenegro · Nederland · Noorwegen · Oekraïne · Oostenrijk · Polen · Portugal · Roemenië · Rusland · San Marino · Schotland · Servië · Slovenië · Slowakije · Spanje · Tsjechië · Turkije · Zweden · Zwitserland
Europese competities: Super Cup 2011 · Champions League · Europa League